# Adinuso (Subah)
Adinuso is een bestuurslaag in het regentschap Batang van de provincie Midden-Java, Indonesië. Adinuso telt 4126 inwoners (volkstelling 2010).